# Higelin entre 2 gares
Higelin entre 2 gares est une compilation de Jacques Higelin, sortie en 2005.

## Chansons
| 1.  | La Java des chaussettes à clous                |  |
| 2.  | Cet enfant que je t'avais fait                 |  |
| 3.  | Chope la soupape                               |  |
| 4.  | Je suis mort qui, qui dit mieux                |  |
| 5.  | Dans mon lit                                   |  |
| 6.  | Tiens j'ai dit tiens                           |  |
| 7.  | Mona Lisa Klaxon                               |  |
| 8.  | Irradié                                        |  |
| 9.  | Paris New York New York Paris                  |  |
| 10. | Banlieue Boogie Blues                          |  |
| 11. | Alertez les bébés                              |  |
| 12. | Aujourd'hui la crise                           |  |
| 13. | Pars                                           |  |
| 14. | Champagne                                      |  |
| 15. | J'suis qu'un grain de poussière                |  |
| 16. | Lettre à la p'tite amie de l'ennemi public n°1 |  |

| 1.  | Tête en l'air                                                |  |
| 2.  | Attentat à la pudeur                                         |  |
| 3.  | Dans mon aéroplane blindé                                    |  |
| 4.  | Vague à l'âme                                                |  |
| 5.  | Je ne peux plus dire je t'aime (en duo avec Isabelle Adjani) |  |
| 6.  | Nini                                                         |  |
| 7.  | Hold Tight (version live)                                    |  |
| 8.  | Je veux cette fille                                          |  |
| 9.  | Cayenne, c'est fini                                          |  |
| 10. | Encore une journée de foutue                                 |  |
| 11. | Excès de zèle                                                |  |
| 12. | Jack in the box                                              |  |
| 13. | Le Parc Montsouris                                           |  |
| 14. | Tombé du ciel                                                |  |
| 15. | Ce qui est dit doit être fait                                |  |
| 16. | Aux héros de la voltige                                      |  |
| 17. | Le Berceau de la vie                                         |  |

| 2. | Banlieue Boogie Blues                                 |  |
| 3. | Paris New York New York Paris                         |  |
| 4. | Champagne                                             |  |
| 5. | Tête en l'air                                         |  |
| 6. | Hold Tight                                            |  |
| 7. | Mona Lisa Klaxon                                      |  |
| 8. | Tombé du ciel                                         |  |
| 9. | Interview (extrait de l'émission La Marche du siècle) |  |

## Musiciens
- Jacques Higelin, voix, guitare, piano, claviers, basse
- Simon Boissezon, guitares
- Brigitte Fontaine, voix
- Isabelle Adjani, voix
- Elisabeth Wiener, voix
- Areski, percussions
- Mickey Finn, guitares
- Michel Pagliaro, guitares
- Pierre Chérèze, guitare
- Sébastien Cortella, claviers
- Alain et Yvon Guillard, cuivres
- Manfred Kovacic, claviers
- Didier Lockwood, violon
- Jean-Michel Kadjan, guitare
- Michel Santangeli, batterie
- Eric Serra, basse
- Roger Secco, batterie
- Frank Wuyts, claviers
- Denis Van Hecke, violoncelle, contrebasse
- Pierre Marcault, percussions
- Yves N'Djock, percussions
- Dominique Mahut, percussions
- David Salkin, batterie
- Marc Perrier, basse
- Dominique Bouvier, batterie

## Fiche technique
- Production: Jacques Higelin
- Photographies: Pierre Terrasson
- Pochette: Restez vivants (Sylvie et Christophe)
- Année de publication: 2005
- Distribution: EMI